# Eiskunstlauf-Europameisterschaft 1923
Die 22. Eiskunstlauf-Europameisterschaft fand 1923 in Oslo statt.

## Ergebnis

### Herren
| Platz | Sportler         | Land       |
| ----- | ---------------- | ---------- |
| 1     | Willy Böckl      | Österreich |
| 2     | Martin Stixrud   | Norwegen   |
| 3     | Gunnar Jakobsson | Finnland   |
| 4     | Kaj af Ekström   | Schweden   |

## Quelle
- European figure skating championships 1922–1929. Skatabase, archiviert vom Original am 28. August 2008; abgerufen am 18. Mai 2018 (englisch).